# Brachylogus iuris civilis
Il Brachylogus iuris civilis (anche Corpus Legum per modum Institutionum, o, anche, Brachylogus totius iuris civilis, spesso abbreviato, semplicemente, in Brachylogus) è il nome attribuito a un'opera giuridica medievale in latino, di autore ignoto. Si tratta di un'epitome sistematica di diritto romano, prodotto di un'area culturale e geografica non individuata, con una probabile collocazione cronologica tra XI e XII secolo. 
L'opera rivela l'utilizzazione di uno svariato repertorio di fonti giuridiche, tra cui la codificazione giustinianea (compresi i Digesta), il Capitulare Italicum e la Lex Romana Wisigothorum.

## Contenuti
Il suo autore fa propria l'impostazione quadripartita delle Istituzioni di Giustiniano, e attinge abbondantemente ai Digesta (le Pandette), al Codex Iustinianus e alle Novellae Constitutiones. Ma alcuni passaggi, presi evidentemente dalle Sententiae Receptae di Giulio Paolo, implicano nell'autore una dimestichezza con la Lex Romana Visigothorum, vale a dire quella compilazione del diritto romano eseguita per ordine di Alarico II, una delle fonti storiche a cui si deve la tradizione dell'opera di Giulio Paolo. 

## Origine e datazione
Non si conosce l'area di origine dell'opera, per la quale è stata proposta l'Italia dell'XI secolo, la Provenza del XII secolo, o anche la Germania medievale, paese quest'ultimo nel quale il compendio conobbe una grande diffusione fino al XVII secolo. Alcuni studiosi hanno perfino voluto retrodatarla allo stesso imperatore Giustiniano, mentre altri l'hanno postdatata al XVI secolo, epoca della sua prima pubblicazione a stampa, relegandola quindi tra le opere apocrife.
Per ragioni di coerenza interna, l'opera è di sicuro successiva al regno di Luigi il Pio (778-840), dal momento che contiene la norma di diritto longobardo, imposta da questo re, con cui si proibiva l'ammissibilità della testimonianza di un chierico contro un laico. Una datazione ancora successiva può essere ipotizzata sulla base dello stile espositivo, di gran lunga superiore a quello degli autori di diritto del X e XI secolo. Un terminus ante quem è suggerito ancora dall'analisi stilistica e tematica, dal momento che, al metodo usato dall'autore, sono del tutto estranee le influenze della Scuola bolognese dei glossatori: il trattato sarebbe stato quindi scritto non dopo il movimento culturale del XII secolo, quando la scuola bolognese iniziò a dispiegare il suo predominio. 
Nella sua Geschichte des römischen Rechts im Mittelalter (1815-1831) Friedrich Carl von Savigny, che ha dedicato al Brachylogus un attento studio, si mostra propenso a considerarlo perfino l'opera dello stesso Irnerio, vale a dire dell'iniziatore della scuola bolognese dei glossatori, vissuto a cavallo tra XI e XII secolo.

## Edizioni
La prima edizione a stampa dell'opera avvenne a Lione nel 1549, con il titolo di Corpus Legum per modum Institutionum, mentre il titolo Brachylogus totius Juris Civilis appartiene a un'edizione lionese di pochi anni successiva, uscita nel 1553.
Dell'opera esiste un'edizione critica berlinese nel 1829, tratta dal codice di Tubinga, data da Eduard Böcking sotto il titolo di Corpus Legum sive Brachylogus Juris Civilis. 